# 김윤태 (바둑 기사)
김윤태(金潤泰, 1939년 2월 24일 ~ 2010년 4월 26일)는 대한민국의 전 바둑 기사이다.

## 약력
춘천 출신으로 1968년 프로 바둑에 입단했다. 1977년 제9기 명인전 본선에 진출했다. 1994년 제5기 비씨카드배 본선에 올랐고, 1995년 1월에 5단으로 승단했다. 2003년 6단으로 승단했으며 제7기 청소년배와 제2회 MBC국기전, 제2기 TBC 왕좌전, 제9기 명인전, 제5기 비씨카드배, 제5기 잭필드배 시니어기전 본선에서 활약했다. 2006년 11월 지병인 당뇨로 인해 프로바둑에서 은퇴했다. 
2010년 4월 26일, 지병으로 별세했다. 양상국 9단의 스승이다.